# Ariel Bufano
Ariel Bufano (San Rafael, Mendoza, Argentina, 30 de noviembre de 1931 - Buenos Aires, Argentina, 8 de octubre de 1992) fue un destacado titiritero, director y dramaturgo argentino. Es reconocido como una de las figuras más influyentes en el teatro de títeres en Argentina y Latinoamérica. Fundó y dirigió el Grupo de Titiriteros del Teatro Municipal General San Martín (TMGSM), donde desarrolló una labor significativa en la escena teatral para niños y adultos. Fue hijo del poeta Alfredo Bufano. 

## Biografía
Nacido en San Rafael, Mendoza, el 30 de noviembre de 1931, Bufano mostró interés por los títeres desde temprana edad. A los 9 años ya fabricaba sus propios títeres, y a los 18 se convirtió en discípulo de Javier Villafañe, uno de los más prestigiosos titiriteros argentinos. Junto a Villafañe, recorrió diversas localidades, especialmente en la provincia de Buenos Aires, presentando funciones de títeres.  
En 1961, fundó el Teatro Rodante de Marionetas junto al dramaturgo Sergio De Cecco. Juntos montaron obras como “Romeo y Julieta” de William Shakespeare y “¡Abajo Polichinela!” de De Cecco, utilizando muñecos de más de un metro de altura y realizando presentaciones al aire libre en Buenos Aires durante tres temporadas.  
Bufano también se desempeñó como profesor en el Instituto Vocacional de Arte (ex Labardén) desde 1960 hasta 1987, y fue vicedirector de la institución entre 1979 y 1987. Allí conoció a Adelaida Mangani, su esposa durante 22 años. 
En 1977, asumió la dirección del Grupo de Titiriteros del Teatro San Martín, convirtiéndose en uno de los primeros titiriteros profesionales en trabajar para un teatro estable en Argentina . 
En 1987, se creó el Taller-Escuela de Titiriteros “Ariel Bufano”, un espacio dedicado a la formación de nuevos titiriteros. Tras su fallecimiento el 8 de octubre de 1992, el Grupo de Titiriteros del Teatro San Martín y el Taller-Escuela, continuaron su labor dirigidos por Adelaida Mangani.

## Obras y legado
Bajo su dirección, el Grupo de Titiriteros del TMGSM estrenó numerosas obras destacadas, entre ellas:
- “David y Goliat” (1977): Basada en la historia bíblica, fue el primer espectáculo del grupo y se presentó en la Sala Lugones del Teatro San Martín.
- “La Bella y la Bestia” (1981): Una adaptación innovadora que eliminó el retablo tradicional, permitiendo al público ver a los titiriteros en escena y utilizando muñecos de gran tamaño.
- “El gran circo criollo” (1983): Un homenaje al circo criollo y a los hermanos Podestá, que se convirtió en una de las obras más emblemáticas del grupo y del teatro argentino. [7]

También presentó "Carrusel Titiritero", "Pequeño Varieté", "Amor de Don Perlimplín con Belisa en su jardín" y "La historia de Guillermo Tell con su hijo Gualterio", entre otras obras.
Bufano llevó los títeres más allá del público infantil, explorando temáticas y técnicas que resonaron también en audiencias adultas. Él decía que no hacía "títeres para los niños", sino "solamente teatro de títeres".  Su enfoque artístico y pedagógico sentó las bases para la profesionalización del teatro de títeres en el país.

## Reconocimientos y premios
A lo largo de su carrera, Ariel Bufano recibió múltiples distinciones, entre las que se destacan:  
- Premio Unesco: Otorgado en 1965 en el III Festival de Espectáculos Infantiles de Necochea
- Premio Konex: Recibió el Diploma al Mérito en 1981 en la categoría de Espectáculo Infantil y nuevamente en 1991 en la categoría de Pantomima y Títeres.
- Premio Molière: Otorgado en 1984 en reconocimiento a su trayectoria en el teatro de títeres.
- Premio María Guerrero: Recibido en 1986 por su contribución al teatro argentino.